# Roussy-le-Village
Roussy-le-Village é uma comuna francesa situada no departamento da Mosela, na região de Grande Leste. Em 2010 a comuna tinha 1 411 habitantes (densidade: 112,9 hab./km²).
Está situada ao norte de Thionville, perto da divisa com o Luxemburgo.